# Résolution 365 du Conseil de sécurité des Nations unies
Membres permanents
- Chine
- États-Unis
- France
- Royaume-Uni
- URSS

Membres non permanents
- Australie
- Autriche
- RSS de Biélorussie
- Cameroun
- Costa Rica
- Indonésie
- Iraq
- Kenya
- Mauritanie
- Pérou

Résolution no 364 Résolution no 366
La résolution 365 du Conseil de sécurité des Nations unies fut adoptée le 13 décembre 1974. Après avoir reçu la résolution 2312 de l'Assemblée générale (qui traitait de la question chypriote) et ayant noté avec satisfaction son adoption à l'unanimité, le Conseil a approuvé la résolution de l'Assemblée générale et exhorte les parties concernées à l'appliquer dès que possible, demandant également au secrétaire général de lui faire un rapport sur les progrès de la mise en œuvre de la présente résolution.
Aucun détail sur le vote n'a été donné, la résolution a été adoptée « par consensus ».

## Texte
- Résolution 365 sur fr.wikisource.org
- Résolution 365 sur en.wikisource.org